# St. Lambertus (Willwerath)

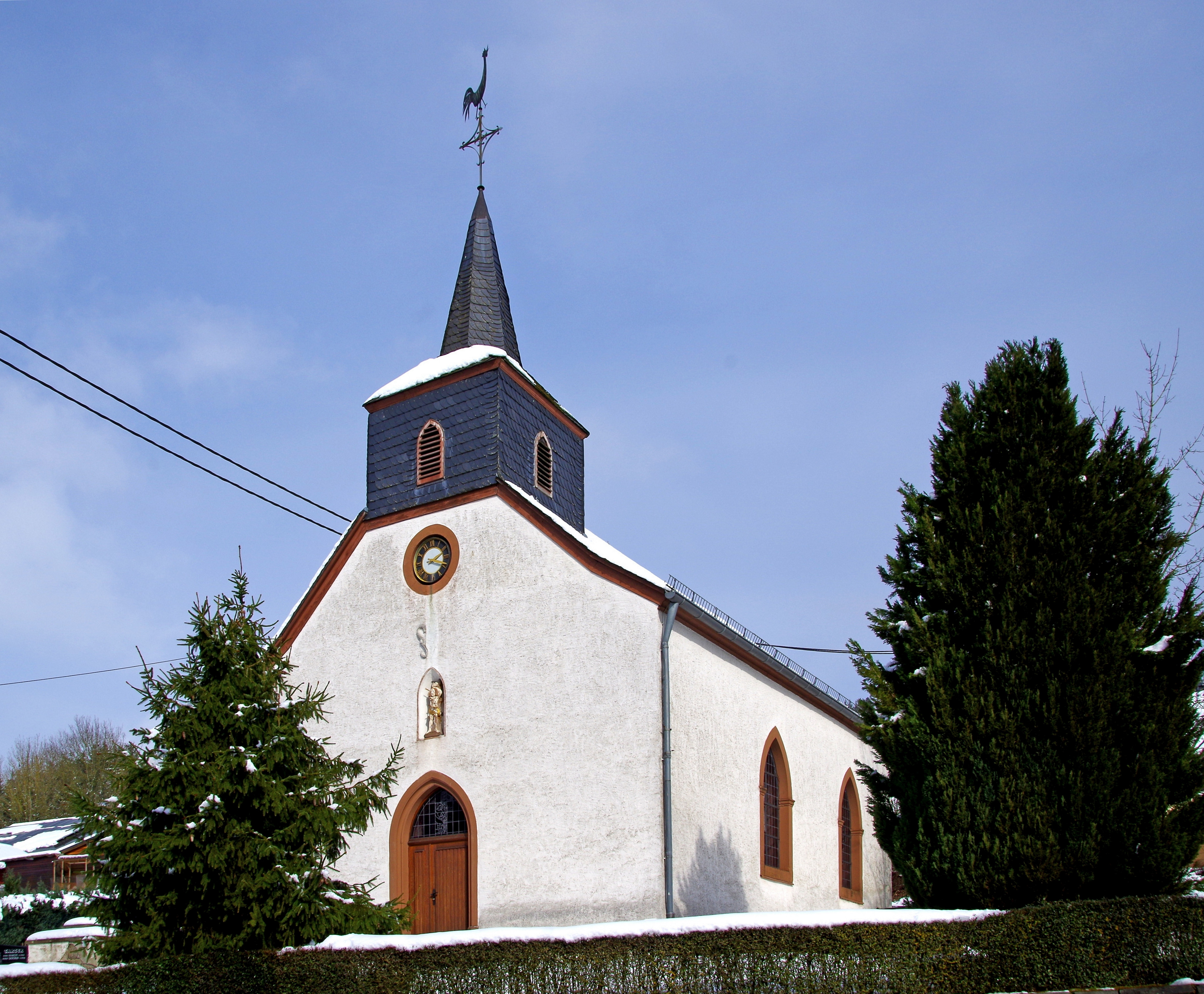
St. Lambertus (Willwerath)

Die Kapelle St. Lambertus ist die römisch-katholische Filialkirche in Willwerath, Ortsteil von Weinsheim, im Eifelkreis Bitburg-Prüm in Rheinland-Pfalz. Die Kirche gehört zur Pfarrei Olzheim in der Pfarreiengemeinschaft Prüm im Dekanat St. Willibrord Westeifel im Bistum Trier.

## Geschichte

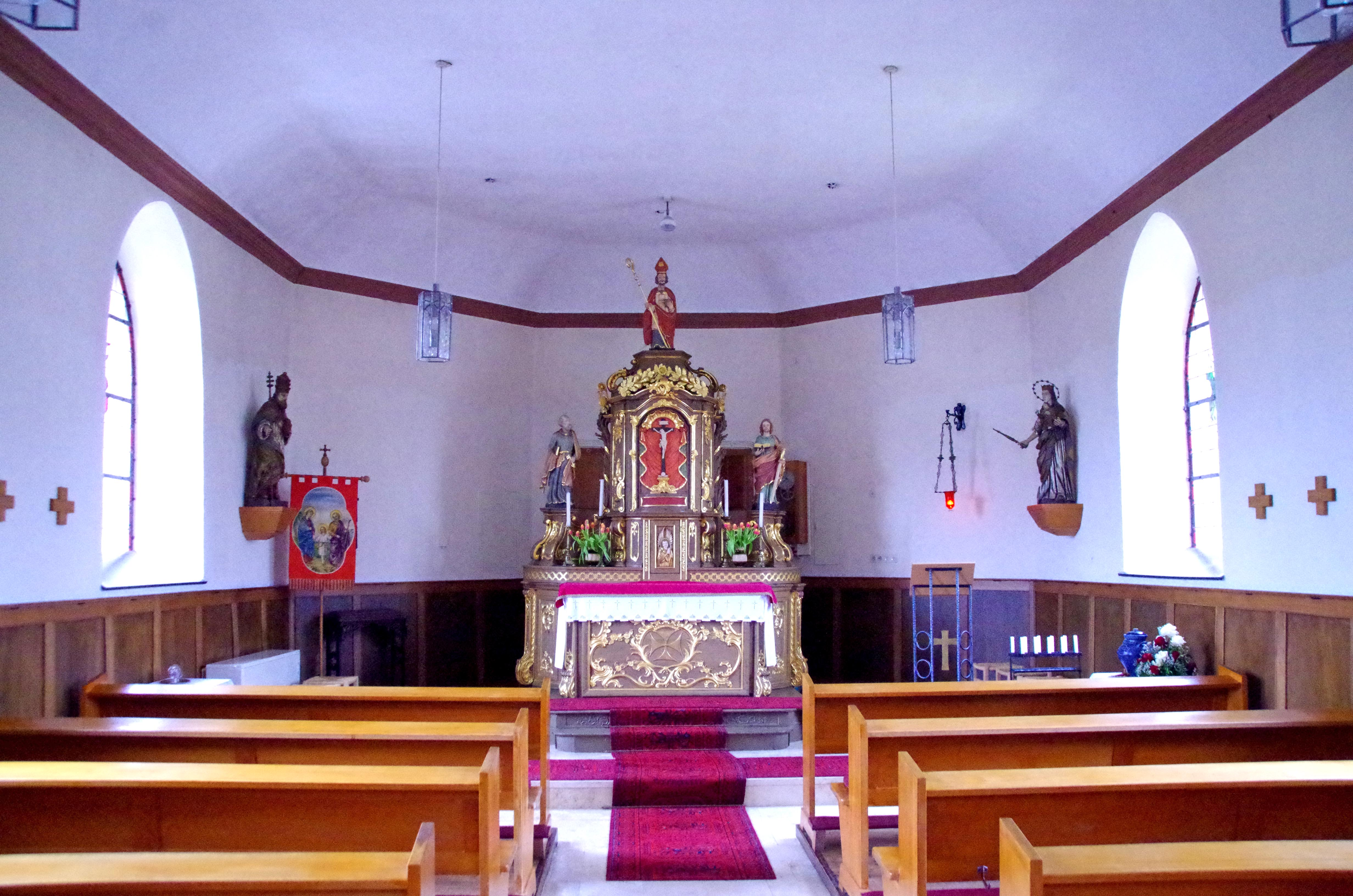
St. Lambertus (Willwerath)

Der kleine Saalbau (mit Dachreiter auf der Giebelwand) wurde  1869 gebaut, aber erst 1905 eingesegnet. Er ist zu Ehren des heiligen Lambert von Lüttich geweiht.

## Ausstattung
Der Rokokoaltar stammt aus der Pfarrkirche von Nusbaum.  Die Kapelle verfügt über Figuren folgender Heiliger: Muttergottes, Antonius von Padua, Leo IX., Lambertus und Sebastian.